# 원평초등학교 (충북)
원평초등학교는 대한민국 충청북도 청주시에 있는 공립 초등학교이다.

## 학교 연혁
- 1996.04.04 원평초등학교 설립 인가
- 1998.03.01 개교(아동: 71명, 교원: 18명, 12학급 인가)
- 1998.03.01 초대 민영룡 교장 취임
- 1999.02.12 제1회 졸업(25명)
- 2013.03.01 충청북도교육청 지정 교육방송 연구학교 운영
- 2014.02.19 제16회 졸업 210명(졸업생 총수 3,264명)
- 2014.03.01 38학급 편성(특수1포함, 140명 입학)
- 2014.09.01 제10대 조한숙 교장 부임
- 2015.09.01 제11대 이덕용 교장 부임
- 2017. 02. 17 금융교육 우수학교 표창(금융감독원장)
- 2017. 10. 17 청주 독서교육 우수학교 표창(청주교육장)
- 2018. 02. 14  제20회 졸업 136명(졸업생 총수 3,780명)
- 2018. 03. 01 30학급 편성(특수1포함, 123명 입학)

## 참고 자료
- 원평초등학교 - 한국교육학술정보원 학교알리미